# Kanton Saint-Avertin
Der Kanton Saint-Avertin war von 1982 bis 2015 ein französischer Wahlkreis im Arrondissement Tours, im Département Indre-et-Loire und in der Region Centre-Val de Loire.
Der Wahlkreis umfasste ausschließlich das Gebiet der Stadt Saint-Avertin.